# Campionat del Món d'esquí nòrdic de 1926
El Campionat del Món d'esquí nòrdic de 1926 fou la segona edició del Campionat del Món d'esquí nòrdic. Es van disputar quatre proves, totes masculines, entre el 4 i el 6 de febrer de 1926 a Lahti, Finlàndia.

## Resultats

### Esquí de fons
| Prova | Or                 | Plata                   | Bronze              |
| 30 km | Matti Raivio (FIN) | Tauno Lappalainen (FIN) | Veli Saarinen (FIN) |
| 50 km | Matti Raivio (FIN) | Tauno Lappalainen (FIN) | Olav Kjelbotn (NOR) |

### Combinada nòrdica
| Prova             | Or                         | Plata               | Bronze              |
| Combinada nòrdica | Johan Grøttumsbråten (NOR) | Thorleif Haug (NOR) | Einar Landvik (NOR) |

### Salt d'esquí
| Prova          | Or                       | Plata            | Bronze                |
| Trampolí llarg | Jacob Tullin Thams (NOR) | Otto Aasen (NOR) | Georg Østerholt (NOR) |

## Medaller
| Posició | País      | Or | Plata | Bronze | Total |
| 1       | Noruega   | 2  | 2     | 3      | 7     |
| 2       | Finlàndia | 2  | 2     | 1      | 5     |
|         | TOTAL     | 4  | 4     | 4      | 12    |